# Snooker op de Paralympische Zomerspelen
Snooker is een van de sporten die op het programma van de Paralympische Spelen hebben gestaan.
Snooker stond vanaf de eerste Zomerspelen (in 1960) op het programma, en voor het laatst op dat van de Spelen van 1988 in Seoel. Tussendoor heeft de sport alleen de Spelen van 1980 overgeslagen.
Voor Nederland en België hebben zich nooit sporters weten te plaatsen voor het Paralympische snookertoernooi.
Rome 1960 ·
Tokio 1964 ·
Tel Aviv 1968 ·
Heidelberg 1972 ·
Toronto 1976 ·
New York & Stoke Mandeville 1984 ·
Seoel 1988